# 施普爾克羅斯 (亞利桑那州)
施普爾克羅斯（英語：Spur Cross）是位於美國亞利桑那州格林利縣的一個非建制地區。該地的面積和人口皆未知。

## 地理
施普爾克羅斯的座標為33°11′00″N 109°27′28″W / 33.18333°N 109.45778°W，而該地的平均海拔高度為1452米（即4764英尺）。